# Eugen Märklin
Eugen Märklin (* 22. Dezember 1861 in Göppingen; † 21. Dezember 1947 ebenda) war ein deutscher Unternehmer.

## Leben
Eugen Märklin war der älteste Sohn von Theodor Märklin (1817–1866) und seiner Frau Caroline Hettich (1826–1893). Im Jahre 1888 übernahm Eugen Märklin gemeinsam mit seinem jüngeren Bruder Karl (1866–1930) das von seinem Vater gegründete und seit dessen Tod von der Mutter weitergeführte Kleinunternehmen zur Herstellung von Puppenküchen-Einrichtungen und Spielzeug-Kochherden. Kurz darauf (1888) gründeten sie die Offene Handelsgesellschaft Gebrüder Märklin. Neben Spielwaren stellte Märklin zunächst noch Haushaltswaren her, erwarb 1891 eine Fabrik für technisches Blechspielzeug in Ellwangen. Im selben Jahr präsentierte Märklin die erste schienengebundene, damals noch uhrwerksgetriebene, Spielzeug-Eisenbahn – seitdem wird Märklin ein Synonym für Modelleisenbahnen. 1895 führten sie Spielzeugdampfmaschinen, 1897 elektrische Spielzeugeisenbahnen und im folgenden Jahr eine kleinere Spur ein. In London, Paris, Amsterdam, Mailand und Moskau entstanden Musterlager und Verkaufsstellen. 1911 ließ Märklin ein neues Firmengebäude bauen und wandelte das Unternehmen 1920 in eine Gesellschaft mit beschränkter Haftung (Abk.: GmbH) um. 1914 nahm Märklin Metallbaukästen ins Sortiment auf, führte 1926 das 20-Volt-System ein und orientierten die Modelleisenbahnen zunehmend am Vorbild der Deutschen Reichsbahn.
Seit 1935 führte Eugen Märklins ältester Sohn Fritz das Unternehmen weiter. Eugen Märklin starb im Jahr 1947, wenige Monate später erfolgte noch im selben Jahr der Neuaufbau des bis dahin erfolgreichen Unternehmens.